# 3749 Balam
3749 Balam је астероид главног астероидног појаса са средњом удаљеношћу од Сунца која износи 2,236 астрономских јединица (АЈ).
Апсолутна магнитуда астероида је 13,4.